# ليكس غيليت
ليكس غيليت (بالإنجليزية: Lex Gillette) هو منافس ألعاب قوى أمريكي، ولد في 19 أكتوبر 1984 في رالي في الولايات المتحدة.

## روابط خارجية
- ليكس غيليت على موقع Paralympic.org (الإنجليزية)
- ليكس غيليت على موقع اللجنة الأولمبية والبارالمبية الأمريكية (الإنجليزية)